# Vyhláška
Vyhláška je druh podzákonného právního předpisu.
Vyhlášku ve smyslu právní terminologie smí vydat jako prováděcí předpis k zákonu ústřední orgán státní správy (například ministerstvo) nebo i jiný úřad, který k tomu zákon zmocní. Prováděcím předpisem může kromě vyhlášky být též nařízení vlády – k nim bývá dáváno zmocnění v záležitostech týkajících se více resortů.
V samostatné působnosti mohou vydávat vyhlášky obce a kraje. Vyhlášky schvalují zastupitelstva těchto samosprávných jednotek. Právní předpisy vydávané v přenesené působnosti státní správy se nazývají nařízení a schvalují je rady samosprávných jednotek (např. rada obce, rada kraje).
V obecném smyslu slova lze vyhláškou nazvat jakýkoliv způsob vyhlášení nějakého sdělení, například interní předpis firmy nebo vývěsku o odečítání údajů z vodoměrů. Užívání slova vyhláška není zákonem vyhrazeno jen pro právní předpisy. Je-li třeba odlišit vyhlášky ve smyslu obecně závazných právních předpisů, hovoří se o obecně závazných vyhláškách.

## Rozdíl mezi zákonem a podzákonnými předpisy
V některých dobách (zejména v takzvaném období komunismu) byl rozdíl mezi zákonem a vyhláškou v praxi chápán jako právně málo podstatný.[zdroj⁠?!] Lišily se sice způsobem přijímání, nebylo však možno příliš rozlišovat z hlediska legality a závaznosti, co lze řešit vyhláškou a co jen zákonem.[zdroj⁠?!] Po přijetí Listiny základních práv a svobod a implementaci zásad právního státu do československé, později české Ústavy (alespoň formálně) platí, že „Každý může činit, co není zákonem zakázáno, a nikdo nesmí být nucen činit, co zákon neukládá a naopak státní moc … lze uplatňovat jen v případech, v mezích a způsoby, které stanoví zákon.“ (čl. 2 Listiny).
Podle Legislativních pravidel vlády vyhlášky jako prováděcí předpisy smí být vydávány jen na základě výslovného zmocnění zákonem a smí obsahovat jen takové právní normy, které odpovídají zákonnému zmocnění. Jde o zpřísnění zásady secundum et intra legem, tzn. podle zákona a v souladu s ním. Podle přísnějšího výkladu, v souladu s Ústavou, by vyhláška vůbec neměla obsahovat právní normy v úzkém smyslu slova, ale pouze upřesňovat význam právních norem obsažených v zásadě přímo v zákoně. Například v zákoně č. 361/2000 Sb. je obsažena právní norma „[Ú]častník provozu […] je povinen řídit se dopravními značkami […]“, zatímco ve vyhlášce č. 30/2001 Sb. je uveden pouze popis a význam dopravních značek, nikoliv povinnost se jimi řídit.

## Zákonná zmocnění
Obce zákonem o obcích (§ 10 zákona č. 128/2000 Sb.), resp. zákonem o hlavním městě Praze (§ 44 zákona č. 131/2000 Sb.) dáno obecné zmocnění, na jehož základě mohou ukládat povinnosti k zabezpečení místních záležitostí veřejného pořádku, pro pořádání a průběh sportovních a kulturních podniků, k zajištění udržování čistoty na veřejných prostranstvích, k ochraně životního prostředí a zeleně a k užívání obecního majetku. Kraje ani státní správní orgány obdobné obecné zmocnění nemají. Orgánům státní správy i samosprávným jednotkám (obcím a krajům) může konkrétní zmocnění výslovně svěřit některý zákon. Tato pravomoc vychází z Ústavy ČR, konkrétně čl. 104 odst. 3, který stanoví, že „[z]astupitelstva [územních samosprávných celků] mohou v mezích své působnosti vydávat obecně závazné vyhlášky.“

## Statistické údaje o vyhláškách ústředních orgánů státní správy na území ČR
V letech 1918–2002 bylo v Československu a následně v České republice vydáno 6098 nařízení vlády, z nichž bylo v roce 2002 platných 3574. Vyhláška měla průměrně 8,2 paragrafů a zabírala 1,9 strany formátu Sbírky zákonů.